# Melanie C
Melanie Jayne Chisholm (Whiston, 12 de janeiro de 1974), conhecida profissionalmente como Melanie C ou Mel C, é uma cantora-compositora, atriz, dançarina, empreendedora, personalidade da mídia, e modelo fitness britânica, que se tornou conhecida internacionalmente como uma das integrantes do grupo feminino Spice Girls, no qual foi apelidada de  Sporty Spice. Seu primeiro álbum solo, Northern Star, foi lançado em 1999, obtendo grande sucesso puxado pelo estouro da reprimida "Goin' Down", com destaque para os singles "Never Be the Same Again" e "I Turn to You".
O segundo álbum, Reason, foi lançado em 2003, porém alcançou baixo desempenho se comparado ao primeiro, devido a problemas com a gravadora, obtendo apenas um grande sucesso, "Here It Comes Again". Em 2005, foi lançado Beautiful Intentions, o primeiro álbum pela gravadora criada por Melanie, Red Girl Records, e o terceiro de sua carreira solo. O álbum deu um grande destaque para a faixa "First Day of My Life" que foi número um nas paradas musicais da Espanha, Alemanha, Suíça e Portugal. This Time, o quarto álbum, foi lançado em 2007, destacando os singles "The Moment You Believe", "Carolyna" e a regravação de "I Want Candy". Ainda em 2007, Melanie C retornou às Spice Girls para lançar um Greatest Hits com um novo single e uma turnê mundial, finalizada em 2008. Seu mais recente álbum, Melanie C foi lançado no dia 21 de outubro de 2020. Ela já vendeu cerca de 100 milhões de álbuns e singles com o grupo, e mais de 20 milhões de álbuns solo e singles tanto como cantora solo, quanto como artista convidada. No total, ela já vendeu mais de 105 milhões de discos mundialmente.

## Biografia
Melanie é filha do casal Alan e Joan, que antes de tornar-se uma secretária, havia atuado como cantora e dançarina de cabaret durante algum tempo, o que justifica, em parte, a atração que a pequena Melanie C sentiu pela música já em seus primeiros anos de vida. Mas esse não era o único interesse da menina. Os esportes também a fascinavam – especialmente o futebol. Até hoje, Melanie C é uma torcedora fanática do time de futebol inglês Liverpool FC e acompanha cada passo da trajetória do clube sempre que pode.
Quando Melanie era muito pequena, uma situação delicada tumultuou sua vida: seu pai Alan, decidiu abandonar a esposa Joan, afastando-se da família. Joan voltou a se casar – desta vez com Dennis O'Neill (que já tinha um filho chamado Jarrod e com quem ela teve um filho chamado Paul), atual padrasto de Melanie. Na escola foi uma aluna mediana, que se relacionava bem com todos os colegas. Nem o fato de ter sido apelidada de “Holanda” (“porque é um país muito plano”, como ela própria explicaria mais tarde), pelo fato de ser muito magra, provocou alguma reação irada nela.
Para garantir seu passaporte para o estrelato, Melanie também começou a dedicar -se ao balé quando criança – já que sonhava em ser uma bailarina clássica.
Melanie foi uma garota solitária. Era a única menina da família (seus dois irmãos homens preferiam brincar entre si), e passava muito tempo sozinha. Tinha como fiéis companheiros apenas os gatos da casa. “Minha mãe costumava me pegar comendo ração de gatos na garagem”, recorda ela. Após separar-se de Alan, a mãe de Melanie mudou-se com a filha para uma pequena cidade industrial chamada Widnes, onde continuou sua carreira de cantora e arrumou emprego num centro de terapia ocupacional, o que garantia o sustento de ambas.
Já namorou com o jogador de futebol Jason McAteer e os cantores Robbie Williams e Anthony Kiedis dos Red Hot Chili Peppers. Atualmente namora com Thomas Starr desde 2005.
Os seus cantores favoritos são Madonna e Stevie Wonder. O filme preferido é o Toy Story. Tem 11 tatuagens: uma flor de lótus no fundo das costas, um fénix nas costas, um dragão na perna direita, uma estrela na mão direita e outra no antebraço esquerdo, a palavra «Angel» na barriga abaixo do umbigo, Felicidade em escrita tibetana no pulso esquerdo, Amor em escrita tibetana no pulso direito, uma cruz celta no braço esquerdo, uma corrente celta localizada no bíceps do braço direito e dá a volta ao braço e «Girl Power»(Força Feminina) em japonês (a sua mãe tem uma igual) e está acima da corrente celta
Melanie deu à luz Scarlet Chisholm Starr no domingo dia 22 de Fevereiro de 2009. Ela nasceu em Londres pesando 3,72Kg.

## Carreira com as Spice Girls
Em 1996 Chisholm, ao lado de Melanie Brown, Geri Halliwell, Emma Bunton e Victoria Beckham (na época Victoria Adams), foi lançada ao estrelato como integrante do grupo Spice Girls com o lançamento de "Wannabe". O álbum de estreia do grupo "Spice" veio a ser primeiro lugar em todo o mundo. Como sempre se apresentava usando roupas esportivas e com rabo-de-cavalo, Melanie C recebeu o apelido de "Sporty Spice" da revista "Top of the Pops", que achou muito pesado chama-la de Lesbian Spice, pois a banda era seguida por muitas crianças.
As Spice Girls foram um dos maiores sucesso dos anos 90, vendendo mais de 55 milhões de discos. Além disso, até um fim da década de 90 elas tiveram 9 dos 10 singles lançados em #1 no Reino Unido, um filme de sucesso e milhares de produtos lançados no mercado, assim se tornando o maior grupo POP feminino da história.
Em 23 de Outubro de 2000 as meninas se reúnem lançam o single Holler/ Let Love Lead The Way que alcança o #1 na Inglaterra e se torna o 9º Nº1 das meninas lá, o terceiro CD e o primeiro em quarteto Forever sai em Novembro e alcança o #2 na Inglaterra e com apenas um single e com quase nenhuma divulgação, já que além de Melanie continuar sua turnê mundial de Northern Star, as outras garotas também estavam compromissadas com seus álbuns solo, Forever ainda vendeu mais de 8 milhões de cópias no mundo. As Spice Girls anunciaram o fim em Maio de 2001, porém retornaram surpreendendo aos fãs a turnê esgotada: The Spice Girls Return Tour em 2007/2008, o quinteto passou pela América do Norte e Europa em uma turnê de arenas que as destacaram na Forbes em 2008 na lista das mulheres mais poderosas do planeta. As garotas se separam em carreiras individuais até 2012 onde se reuniram para a festa de encerramento das Olimpíadas de Londres. O evento foi de projeção global e até a presente edição (2019), foi a última apresentação musical das Spice Girls como quinteto (embora tenha declarado apoio ao grupo, Posh saiu por motivos profissionais relacionados a sua marca e coleções de moda), porém marcou presença na estreia do musical em West End (point teatral londrino) sobre as músicas das Spice Girls, o "Viva Forever - The Musical". Após relutar bastante em um retorno como quarteto sem a participação da Victoria, o grupo ensaiou um retorno em trio na demo "Song For Her" sem a presença de Melanie C. a canção vazou e até por pressão familiar, a cantora aceitou o retorno quando novamente se reuniram para turnê "Spice World Tour 2019" realizada na Grã-Bretanha. 'Especula-se' e espera-se que o grupo retorne com novo material e até retorne novamente como quinteto incluindo Victoria, para a próxima edição 2020 do Glastonbury Festival.

## Carreira Solo

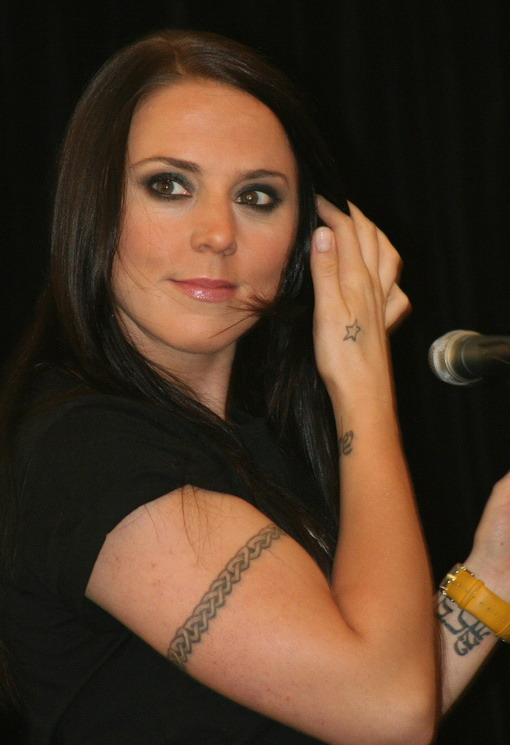
Melanie Chisholm, the ex-Spice Girl, came for a tiny promo tour/concert in 2005.

### 1998-2002: Primeiros Passos para o Sucesso
Em 1998, Melanie fez sua estreia solo em um dueto com o cantor Bryan Adams na canção "When You're Gone", alcançando o 3º lugar na parada britânica em sua primeira incursão sem as outras Spice Girls. A música não faz parte de nenhum álbum solo de Melanie C, embora venha como faixa bônus e do álbum "Northern Star" em alguns países.
No final do ano, Melanie C voltou com as Spice Girls em Dezembro de 1998 para o lançamento do single Goodbye, a música chegou ao nº 1 da parada inglesa se tornando o 8º single nº 1 do grupo no Reino Unido e o 3° single Natalino consecutivo das Spice Girls a estar no primeiro lugar nas rádios, igualando-as aos Beatles. O single, primeiro sem os vocais de Geri Halliwell, foi um fenômeno, vendendo mais de 6 milhões de cópias no mundo.
Após o single, as Spice Girls decidiram dedicar o ano de 1999 às suas carreiras solo e outros planos. Melanie se dedicou exclusivamente a produção do seu primeiro disco solo. O primeiro single, "Goin' Down", lançado em 27 de setembro de 1999, foi mal recebido pela crítica, que não gostou da mudança radical no visual de Melanie e dos palavrões que ela canta na música, o clipe foi proibido de passar em vários canais de televisão, pela performance agressiva e dos palavrões, isso prejudicou a divulgação.
Ainda no dia 27 de setembro, Melanie iniciava sua turnê de divulgação com 14 shows, passando por Reino Unido, EUA, Canadá, Austrália, Japão, Alemanha, Itália, Espanha, França, Países Baixos e Dinamarca.
Em 18 de outubro, finalmente o álbum solo, "Northern Star", foi lançado estreando em quarto lugar entre os álbuns mais vendidos no Reino Unido. Este foi o primeiro álbum solo de Melanie C a ser lançado nos EUA.
Em 22 de novembro de 1999, apenas 7 semanas depois de "Goin' Down", o single título do álbum, "Northern Star", fez algum sucesso, apesar de ter alcançado a mesma posição nas paradas que seu antecessor, o quarto lugar.
Em 2000 é lançado "Never Be The Same Again", o terceiro single do álbum "Northern Star", dueto com a integrante do grupo TLC, Lisa Left-Eye Lopes, foi lançado dia 20 de março e alcançou imediatamente o nº 1 nas parada inglesas e em mais 10 países, fazendo grande sucesso. O quarto single do álbum foi a versão remixada de "I Turn To You" que também alcançou o primeiro lugar no Reino Unido e em outros 6 países.
Em 13 de junho, Mel C ganhou o Platinum Europe Music Awards pelo álbum "Northern Star" ter vendido 2 milhões de cópias em toda a Europa, "I Turn To You" ganha o prêmio de Melhor Remix do Ano no Grammy Awards e Mel se torna a primeira cantora inglesa a ter 11 números uns (solo e em grupo, juntos) nas paradas de sucesso do Reino Unido. Isso fez ela entrar para o Guiness Book, O Livro dos Recordes. O álbum "Northern Star" vendeu mais de 5 milhões de cópias pelo mundo.

### 2003-2004: Conturbações e Segundo Trabalho
Depois de longas férias, "Here It Comes Again", o primeiro single do segundo álbum solo de Melanie C, "Reason", é lançado em 24 de fevereiro de 2003, mas a música só conseguiu um #7 na parada inglesa. O segundo álbum solo, "Reason" é lançado em 10 de março e estreia no #5 na Inglaterra. Em abril Melanie começa sua turnê pelo Reino Unido e Irlanda.
No dia 2 de junho, o 2° single de "Reason", "On The Horizon" é lançado, embora a canção tenha obtido ótimas críticas musicais, os fãs reclamavam que o single estava sofrendo problemas de distribuição pela Virgin Records, pois quando o single era encontrado em alguma loja, era em pouca quantidade, com isso o single ficou em 14º lugar. Os rumores de que tanto Mel C quanto a gravadora Virgin não estavam bem tomaram força.
"Melt" e "Yeh Yeh Yeh" foram selecionados para serem lançados como 3° e 4° singles em uma versão dupla. Depois de acordos entre a gravadora e Mel C, o single duplo foi finalmente lançado no dia 10 de novembro. E nos charts, as posições dos singles foram decepcionantes em comparação com a qualidade das músicas que foram elogiadas pela crítica, ficando em 27º na primeira semana de lançamento. O single tinha sido pouco divulgado, só com algumas apresentações de Mel na TV, já que a cantora tinha sofrido um acidente que deslocou sua perna no programa The Games da televisão inglesa.
Com o fracasso do álbum, no dia 30 de dezembro de 2003, a saída de Melanie C da gravadora Virgin Records é oficialmente anunciada. Acreditava-se que Mel C e a Virgin Records chegaram a um acordo, pois Mel C não estava satisfeita com a falta de divulgação de seu último álbum e a gravadora com a suas vendagens, e ambos cancelaram o contrato que iria até 2006.

### 2005-2006: De Volta ao sucesso
Com o fim do contrato com a Virgin Records, Mel C recomeçou um projeto de tempos, sua própria gravadora, Intitulada de Red Girl Records. O site oficial divulgou, no dia 20 de janeiro de 2005, o título do álbum, "Beautiful Intentions", e do primeiro single, "Next Best Superstar", incluindo as datas de lançamento. As datas da primeira turnê de "Beautiful Intentions" foam anunciadas (mais tarde, foram adicionados 3 shows na Alemanha) e o show na Ucrânia (cancelado no ano anterior) foi reagendado para junho.
Em 11 de fevereiro de 2005, Melanie se apresentou em um concerto no Philharmonic Hall em Liverpool, para arrecadar dinheiro para ajudar as vítimas do Tsunami.
Dia 4 de abril de 2005, o single "Next Best Superstar" foi lançado, recebendo boas críticas e estreando na 10º posição na primeira semana, ótima colocação para uma artista independente, que havia pago toda a gravação, fabricação, distribuição e divulgação do álbum e em 11 de abril de 2005, o terceiro álbum solo de Melanie C, "Beautiful Intentions", é lançado no Reino Unido.
Em julho, Mel anuncia o 2° single de "Beautiful Intentions", "Better Alone". O álbum "Beatiful Intentions" e os singles "Next Best Superstar" e "Better Alone" vão sendo lançados gradativamente em alguns países europeus, asiáticos e na Austrália.
Mel C anuncia em seu site oficial o lançamento de um novo single "First Day Of My Life". Até então desconhecida, a música seria tema principal da novela alemã "Julia Wege Zum Glück", assim sendo lançado só na Alemanha, Suíça e Áustria. "First Day Of My Life" ficou no 1º  lugar nos países onde foi lançado. Com o enorme sucesso, Mel C resolve lançar o single nos países da Europa onde já tinha lançado seu álbum (exceto no Reino Unido), a música fez muito sucesso na Europa chegando no TOP 5 dos singles mais vendidos do continente, trazendo o álbum "Beautiful Intentions" de volta aos TOP 5 de vários países.
"Beautiful Intentions" é lançado em Portugal onde fica no 1º lugar por sete semanas consecutivas. Mel decide não lançar mais nenhum single do álbum, apenas relança "Next Best Superstar" e "Better Alone" pela Europa, e fez uma versão em francês de "First Day Of My Life" (Je Suis Née Pour Toi).
Canções como "Here and Now", "You'll Get Yours" e "Little Piece on Me", apesar de não serem singles, tiveram execuções moderadas nas rádios de toda a Europa. Essas eram consideradas as melhores músicas do álbum "Beautiful Intentions" por muitos fãs que diziam que elas tinham grandes chances de se tornarem singles. Infelizmente, Mel C finaliza o álbum com apenas três singles: "Next Best Superstar", "Better Alone" e "First Day of My Life".
A turnê de "Beautiful Intentions" passou pela Europa e Austrália, Mel C participou de vários festivais, entre eles Access All Areas, na Austrália, Stralsund Festival, na Alemanha, Algarve Summer Festival, em Portugal, Place de la Bastille, na França e Sopot, na Polônia, esse último com transmissão ao vivo pela televisão para 2.700.000 espectadores. Durante o ano, Melanie C recebe 4 noemeações para prêmios europeus e leva dois prêmios para casa: Melhor Artista Mundial no Eska Music Awards da Polônia e Melhor Artista Pop Internacional no Radio Regebogen Awards, da Alemanha. Mel tinha dado a turnê como encerrada mas voltou a Portugal para fazer o show de passagem de ano na Praia dos Pescadores, em Albufeira, logo após a queima de fogos do ano novo.
Beautiful Intentions vendeu mais de 900.000 cópias só na Europa. Com muito atraso "Beautiful Intentions" foi lançado no Japão, distribuído pela Treasure Music e teve apenas um single promocional diretamente para as rádios, "Let's Love" que obteve críticas razoáveis por lá.
Em 16 de Agosto Mel anuncia no seu site oficial que as filmagens do seu 1.º DVD serão realizadas no dia 31 de Agosto no The Brigde SE1, em Londres com ingressos limitados. Os ingressos foram rapidamente esgotados por fãs que vieram de vários países do mundo para ver o espetáculo.
Para divulgar o DVD, Melanie voltou a participar de programas de televisão britânicos, cantando ou dando entrevistas como no GMTV e Paul O'Grady, ou até cozinhando, como no Something For The Weekend! Também fez uma sessão de autógrafos do DVD com uma pequena apresentação acústica na loja HMV, em Londres.
O DVD estreia em #10º no chart de DVDs Musicais da Inglaterra, depois o DVD é lançado pela Europa, Ásia, Austrália, Portugal, Rússia e Suíça.

### 2006-2007: Amadurecimento
Depois de ter conseguido um bom reconhecimento do público com o álbum "Beautiful Intentions", Mel C se sentia pronta para lançar seu 4.º álbum e o 2.º com sua própria gravadora Red Girl Records e assim é convidada a regravar e lançar a canção "I Want Candy" como single promocional de divulgação de um filme do mesmo nome, I Want Candy, estrelado por Carmen Electra. Foi lançado oficialmente no dia 26 de Março de 2007 no Reino Unido. A música é originalmente da banda Strangeloves e foi lançada em 1965. "I Want Candy" ganhou várias regravações desde os anos 80: Bow Wow Wow, Aaron Carter e Good Charlotte já fizeram suas versões. "I Want Candy" marca a nova tentativa de Melanie C no mercado britânico, depois de dois anos de divulgações apenas voltadas para o resto da Europa, mas o single não passou da posição #25 da parada britânica, porém chegou ao #1 em países como Itália, Portugal e Rússia.
Ao mesmo tempo Mel lançava "The Moment You Believe", o segundo single de "This Time" no resto da Europa, com uma letra inspirada pelo clássico Romeu e Julieta, como comentada por Melanie C em algumas entrevistas. "The Moment You Believe" traz marcantes notas de piano, geralmente tocadas pelo próprio Peter-John Vettese nas apresentações de divulgação do single, a canção teve um bom desempenho chegando ao #1 na parada de single da Espanha por duas semanas consecutivas e #1 em Portugal por 4 semanas, ainda foi o número #4 na Suíça e #10 na Alemanha
No final de março, o álbum "This Time" chegava às lojas da Europa, recebendo ótimas críticas que deixaram Mel muito feliz. Na Inglaterra o álbum estreou em #57, mas conseguiu ficar no TOP 10 de alguns países como Rússia, Espanha, Suíça, Portugal, Alemanha e Austria.
Em junho Mel lança "Carolyna", o terceiro single de "This Time", considerada a melhor música do álbum e uma das melhores de sua carreira. A música obteve boas críticas, mas não passou da #47 na Inglaterra. Foi sucesso instantâneo em Portugal, Suíça, Rússia e Alemanha o single atingiu o TOP 10 rapidamente.
O single mais recente do álbum foi a faixa-título "This Time", muito bem elogiada pela crítica. O single atingiu a vergonhosa posição #92 na Inglaterra com apenas 2.000 cópias vendidas, e #56 na Alemanha.
Recentemente, Mel C lançou o álbum "This Time" no Canadá e nos EUA. O primeiro single escolhido para a divulgação do álbum nas terras americanas foi "Carolyna".

### 2007-2008: Turnê com as Spice Girls
Em 28 de junho de 2007, Melanie C aparece com Emma Bunton, Geri Halliwell, Melanie B e Victoria Beckham andando inesperadamente pelas ruas de Londres anunciando o retorno das Spice Girls. Em uma coletiva de imprensa em Londres, anunciaram um Greatest Hits e uma turnê mundial. Cerca de 1.000.000 fãs se registraram para comprar ingressos no site do grupo apenas no primeiro dia, o que ocasionou o acréscimo de novas datas para a turnê. Na mesma época o grupo entrou para o Guinnes Book, batendo o recorde de ingressos vendidos em menor tempo: foram 38.000 ingressos vendidos em 38 segundos.
O single Headlines (Friendship Never Ends), é lançando em 19 de outubro, sendo tema do Victoria's Secret Fashion Show e do Children in Need de 2007. Em ambas ocasiões as cantoras cantaram, além do novo single, a canção Stop. Já em 14 de novembro é lançado o álbum Greatest Hits, com os maiores sucessos do grupo e duas faixas inéditas. O primeiro single do retorno do grupo chegou ao décimo primeiro lugar, o mais baixo alcançado pelas cantoras, enquanto o álbum alcançou o segundo lugar em vendas.
Ainda em novembro, as Spice Girls protagonizam dois comerciais para a maior rede de supermercados do Reino Unido, a Tesco, para o Natal e para o Ano Novo. Já em 2 de dezembro de 2007 inicia-se a turnê The Return of The Spice Girls, com os maiores sucessos do grupo, em Vancouver, no Canadá. Nas apresentações, Melanie cantou o maior sucesso de sua carreira, I Turn to You.
Em janeiro de 2008, a faixa Voodoo é lançada como single na Austrália, porém consegue alcançar uma posição na Finlândia. Já em fevereiro a turnê das Spice Girls chega ao fim, depois de 40 shows diversos pelo mundo, levando cada integrante de volta à carreira solo.

### 2009–2010: Relançamentos
Em 2008 a cantora inicia uma miniturnê pelo Canadá e lança o single "Understand" no formato digital apenas no país. O vídeo clipe foi filmado no metrô com a participação do cantor canadense Adam Crossley, este fazendo seu par romântico. Ainda no mesmo ano a cantora confirma a sua gravidez de uma menina, fruto da sua relação com o britânico Thomas Starr, cujo veio a nascer em 22 de fevereiro de 2009 e foi batizada de Scarlet.
Em 2009 a cantora lança seu quarto álbum, This Time, no Brasil, o que não havia ocorrido na época que o álbum foi oficialmente lançado e ainda o DVD "Live Hits", cujo foi recolhido dos centros comerciais logo após o começo das vendas por apresentar falhas na edição. O vídeo de Carolyna foi exibido na tv na época.
Em 2010 o álbum Beautiful Intentions é finalmente lançado no Brasil, após venda satisfatória do álbum anterior. Beautiful Intentions passou a ser o quarto álbum de Melanie lançado no país. A versão brasileira vinha com nova capa escolhida por fãs e com um total de 16 faixas, pois incluía First Day Of My Life, Everything Must Change, Warrior e Runaway.
Em 2010 a cantora começa a compor as músicas de seu quinto álbum, previsto para ser lançado no segundo semestre de 2011.

### 2011–presente: The Sea e The Night
Em 24 de junho de 2011 Melanie lança o single Rock Me na Alemanha, Suíça e Áustria, sendo que em 26 de junho foi disponibilizado para download no iTunes do mundo inteiro.
Em 2 de setembro de 2011, Melanie lança seu quinto CD, intitulado The Sea, na Alemanha, Suíça, Áustria, Leste Europeu e Escandinávia. Em 5 de setembro de 2011, The Sea foi lançado na Inglaterra. O single 'Think About It' foi lançada como single em 4 de setembro, seguido por 'Weak' (lançado na Inglaterra em 6 de novembro) e 'Let There Be Love' (lançado apenas na Alemanha, Suíça, Áustria em 2 de Dezembro).
Em abril de 2012, Melanie anunciou o lançamento de um EP intitulado "The Night", o EP é uma colaboração com Jodie Harsh e foi lançado digitalmente em 13 de maio de 2012. O EP alcançou o número 16 no Reino Unido e vendeu cerca 1.882 copias em apenas uma semana, ficando em primeiro lugar de venda do iTunes.
Ainda em 2012, a cantora lança Stages, seu sexto álbum de estúdio, completamente com versões de canções retiradas de musicais clássicos. O primeiro single "I Don't Know How to Love Him" foi lançado em Julho de 2012, em razão da participação de Mel na versão britânica do musical Jesus Cristo Superstar, no qual ela interpretou Maria Madalena.
Em 2012, Mel C ainda esteve presente, junto com as outras Spices Girls, no musical Viva Forever, em tributo ao grupo, e também no encerramento das Olimpíadas de Londres, no qual interpretaram os hits "Wannabe" e "Spice Up Your Life". Na ocasião, diversos rumores apontavam para uma nova reunião do grupo, que ainda não se concretizou.
Em Janeiro de 2014, Melanie realizou um concerto especial no Shepherd's Bush Empire, em Londres, intitulado Sporty's Forty, em comemoração ao seu aniversário de 40 anos de idade. O concerto contou com uma apresentação da música "2 Become 1" com Emma Bunton.

## Discografia

### Álbuns
| Ano  | Álbum                | Paradas | Paradas | Paradas | Paradas | Paradas | Paradas | Paradas | Paradas | Paradas | Paradas | Paradas | Paradas | Paradas |
| Ano  | Álbum                | UK      | SUE     | EUA     | ALE     | AUT     | FIN     | NOR     | DIN     | SUI     | AUS     | POR     | ITA     | BRA     |
| ---- | -------------------- | ------- | ------- | ------- | ------- | ------- | ------- | ------- | ------- | ------- | ------- | ------- | ------- | ------- |
| 1999 | Northern Star        | 4       | 1       | 208     | 7       | 16      | 6       | 3       | 4       | 12      | 32      | -       | -       | 5       |
| 2003 | Reason               | 5       | 38      | -       | 13      | 39      | 36      | -       | -       | 21      | 71      | -       | 92      | 9       |
| 2005 | Beautiful Intentions | 24      | 31      | -       | 15      | 12      | -       | -       | 70      | 14      | 130     | 1       | 68      | -       |
| 2007 | This Time            | 57      | 54      | -       | 15      | 26      | -       | -       | -       | 8       | -       | 15      | 77      | 93      |
| 2011 | The Sea              | 45      | -       | -       | 16      | 38      | -       | -       | -       | 13      | -       | -       | -       | -       |
| 2012 | Stages               | 50      | -       | -       | -       | -       | -       | -       | -       | -       | -       | -       | -       | -       |
| 2016 | Version Of Me        | 25      | -       | -       | 34      | -       | -       | -       | -       | 24      | 206     | -       | -       | 1       |

### Singles
| Ano  | Single                                       | Melhores posições | Melhores posições | Melhores posições | Melhores posições | Melhores posições | Melhores posições | Melhores posições | Melhores posições | Melhores posições | Melhores posições | Melhores posições | Melhores posições | Melhores posições | Melhores posições | Melhores posições | Álbum                |
| Ano  | Single                                       | UK                | IRE               | ITA               | ALE               | SUI               | AUT               | SUE               | ESP               | POR               | AUS               | FRA               | CAN               | NOR               | BRA               | EUR               | Álbum                |
| ---- | -------------------------------------------- | ----------------- | ----------------- | ----------------- | ----------------- | ----------------- | ----------------- | ----------------- | ----------------- | ----------------- | ----------------- | ----------------- | ----------------- | ----------------- | ----------------- | ----------------- | -------------------- |
| 1998 | "When You're Gone" (feat. Bryan Adams)       | 3                 | 6                 | 10                | 14                | 11                | 14                | 8                 | 3                 | 8                 | 4                 | 37                | 14                | -                 | 5                 | 10                | On a Day Like Today  |
| 1999 | "Goin' Down"                                 | 4                 | -                 | -                 | 71                | -                 | -                 | -                 | -                 | 13                | 25                | -                 | -                 | -                 | 33                | 18                | Northern Star        |
| 1999 | "Northern Star"                              | 4                 | -                 | 4                 | 50                | 75                | -                 | 7                 | -                 | 16                | -                 | -                 | -                 | -                 | 18                | 31                | Northern Star        |
| 2000 | "Never Be the Same Again" (feat. Lisa Lopes) | 1                 | 3                 | 6                 | 5                 | 3                 | 3                 | 1                 | -                 | 8                 | -                 | 16                | -                 | 1                 | 1                 | 8                 | Northern Star        |
| 2000 | "I Turn to You"                              | 1                 | 6                 | 15                | 2                 | 3                 | 1                 | 1                 | -                 | 8                 | 11                | -                 | -                 | 2                 | 1                 | 4                 | Northern Star        |
| 2000 | "If That Were Me"                            | 18                | 38                | -                 | 58                | 50                | 45                | 22                | -                 | 21                | 28                | -                 | -                 | -                 | 10                | 57                | Northern Star        |
| 2003 | "Here It Comes Again"                        | 7                 | 19                | 12                | 59                | 61                | 49                | 36                | 16                | 9                 | 49                | -                 | 33                | -                 | 3                 | 44                | Reason               |
| 2003 | "On the Horizon"                             | 14                | 34                | -                 | 80                | -                 | -                 | -                 | -                 | 19                | -                 | -                 | -                 | -                 | 2                 | -                 | Reason               |
| 2003 | "Melt+Yeh Yeh Yeh"                           | 27                | -                 | -                 | 63                | -                 | -                 | -                 | 13                | 19                | -                 | -                 | -                 | -                 | 34                | -                 | Reason               |
| 2005 | "Next Best Superstar"                        | 10                | 37                | -                 | 32                | 25                | 45                | 31                | -                 | 9                 | -                 | -                 | -                 | -                 | -                 | 28                | Beautiful Intentions |
| 2005 | "Better Alone"                               | -                 | -                 | -                 | 51                | 33                | 57                | -                 | -                 | 4                 | -                 | -                 | -                 | -                 | -                 | -                 | Beautiful Intentions |
| 2005 | "First Day of My Life"                       | -                 | -                 | -                 | 1                 | 1                 | 1                 | 1                 | 1                 | 1                 | 1                 | 10                | -                 | 14                | -                 | 5                 | Beautiful Intentions |
| 2007 | "The Moment You Believe"                     | -                 | -                 | -                 | 9                 | 10                | 8                 | 1                 | 1                 | 1                 | -                 | -                 | -                 | -                 | -                 | 49                | This Time            |
| 2007 | "I Want Candy"                               | 24                | -                 | 9                 | -                 | -                 | -                 | -                 | -                 | 1                 | -                 | -                 | -                 | -                 | -                 | 79                | This Time            |
| 2007 | "Carolyna"                                   | 49                | -                 | -                 | 8                 | 7                 | 10                | -                 | -                 | 1                 | -                 | -                 | -                 | -                 | 96                | -                 | This Time            |
| 2007 | "This Time"                                  | 94                | -                 | -                 | 69                | -                 | -                 | -                 | -                 | 12                | -                 | -                 | -                 | -                 | -                 | -                 | This Time            |
| 2008 | "Understand"                                 | -                 | -                 | -                 | -                 | -                 | -                 | -                 | -                 | -                 | -                 | -                 | -                 | -                 | -                 | -                 | This Time            |
| 2011 | "Rock Me"                                    | -                 | -                 | -                 | 38                | -                 | -                 | -                 | -                 | -                 | -                 | -                 | -                 | -                 | -                 | -                 | The Sea              |
| 2011 | "Think About It"                             | 95                | -                 | -                 | 48                | 30                | 34                | -                 | -                 | -                 | -                 | -                 | 06                | -                 | -                 | -                 | The Sea              |
| 2011 | "Weak"                                       | -                 | -                 | -                 | -                 | -                 | -                 | -                 | -                 | -                 | -                 | -                 | -                 | -                 | -                 | -                 | The Sea              |
| 2011 | "Let There Be Love"                          | -                 | -                 | -                 | -                 | -                 | -                 | -                 | -                 | -                 | -                 | -                 | -                 | -                 | -                 | -                 | The Sea              |
| 2012 | "Set You Free"                               | 159               | -                 | -                 | -                 | -                 | -                 | -                 | -                 | -                 | -                 | -                 | -                 | -                 | -                 | -                 | The Night            |
| 2012 | "I Don't Know How to Love Him"               | 153               | -                 | -                 | -                 | -                 | -                 | -                 | -                 | -                 | -                 | -                 | -                 | -                 | -                 | -                 | Stages               |
| 2012 | "I Know Him So Well" (feat. Emma Bunton)     | -                 | -                 | -                 | -                 | -                 | -                 | -                 | -                 | -                 | -                 | -                 | -                 | -                 | -                 | -                 | Stages               |
| 2016 | "Numb"                                       |                   |                   |                   |                   |                   |                   |                   |                   |                   |                   |                   |                   |                   |                   |                   | Version Of Me        |
| 2016 | "Anymore"                                    | -                 | -                 | -                 | -                 | -                 | -                 | -                 | -                 | -                 | -                 | -                 | -                 | -                 | -                 | -                 | Version Of Me        |

## Turnês
- 1999: From Liverpool to Leicester Square
- 2000-2001: Northern Star Tour
- 2003: Reason Tour
- 2004: The Barfly Mini-Tour
- 2005: Beautiful Intentions Tour
- 2008: This Time Canadian Tour
- 2011-2012: The Sea Live
- 2019: Melanie c. feat. Sink The Pink (World Pride Tour)